# Tylototriton liuyangensis
Espèce
Tylototriton liuyangensis est une espèce d'urodèles de la famille des Salamandridae.

## Répartition
Cette espèce est endémique du Hunan en République populaire de Chine. Elle se rencontre dans le Daweishan National Forest Park.

## Description
Les mâles mesurent entre 64,2 et 82,0 mm et les femelles entre 80,8 et 88,0 mm sans la queue.

## Étymologie
Son nom d'espèce, composé de liuyang et du suffixe latin -ensis, « qui vit dans, qui habite », lui a été donné en référence au lieu de sa découverte, Liuyang.

## Publication originale
- Yang, Jiang, Shen & Fei, 2014 : A new species of the genus Tylototriton (Urodela: Salamandridae) from northeastern Hunan Province, China. Asian Herpetological Research, sér. 2, vol. 5, p. 1-11 (texte intégral).